# Финн (река)
Финн (ирл. Abhainn na Finne) — река на севере республики Ирландия, протекающая через графство Донегол. Река начинается с озера Финн и впадает в реку Фойл; места, где река протекает, называют «долина Финн». Она также протекает через графство Тирон в Северной Ирландии. На реке Финн расположена деревня Clady около города Страбэйн.
Название реки имеет футбольный клуб Финн Харпс в местечке Ballybofey, графство Донегол, Ирландия.